# Захарычев, Юрий Юрьевич
Юрий Юрьевич Захарычев (укр. Юрій Юрійович Захаричев; род. 6 января 1971, Киев) — украинский политик и управляющий. Глава Деснянского района Киева (2006—2010).

## Биография
Родился 6 января 1971 года в Киеве.
Трудовую деятельность начал в 1989 году радиомехаником первого разряда в военной части № 33185, а позже стал наладчиком КВП Прилуцкого РМУ МНП СССР. В 1991 году там же стал мастером. С 1992 по 1995 год — ведущий инженер предприятия «Укринтернефтегазпром», а с 1995 года — заместитель генерального директора. В 1999 году стал генеральным директором предприятия «Скиния», а в 2001 году — генеральным директором предприятия «Свет». В 2005 году окончил институт финансов и права по специальности «юриспруденция».
Являлся помощником народного депутата 4-го созыва Леонида Черновецкого. На парламентских выборах 2006 года шёл по спискам Блока народно-демократических партий, а на выборах в Киевский городской совет от Блока Леонида Черновецкого. Являлся членом Христианско-либеральной партии Украины. 30 июня 2006 года Президент Украины Виктор Ющенко назначил Захарычева главой районной государственной администрации Деснянского района Киева. Спустя год, 30 декабря 2007 года, Ющенко отстранил Захарычева от исполнения обязанностей. Несмотря на это, его увольнение состоялось уже при Президенте Викторе Януковиче 24 ноября 2010 года.
С 2010 по 2013 года — заместитель генерального директора в «Укринтернефтегазпроме». В 2012 году баллотировался по 215 округу (Киевская область) в украинский парламент, но избран не был. В 2013 году стал заместителем директора в государственном агентстве «Укргеоинформ». С 2013 по 2014 год — директор в государственном агентстве «Экспертиза дорожного сервиса». В 2014 году баллотировался в киевский городской совет от Партии ветеранов Афганистана. На местных выборах 2015 года выдвинул свою кандидатуру на должность городского головы Фастова. Захарычев набрал 13 %, заняв второе место. В 2015 году вновь стал заместителем генерального директора в «Укринтернефтегазпроме».

## Общественная деятельность
Член Союза ветеранов Афганистана Деснянского района Киева. Является руководителем общественных организаций «„Реформация“ Гражданское движение» и «Ассоциация евроатлантического сотрудничества».

## Семья
Супруга — Оксана Александровна Захарычева. Сын — Фёдор Юрьевич Захарычев.